# Ilse De Vis
Ilse De Vis (Antwerpen, 3 juli 1981) is een Belgisch televisieomroepster.
Ze startte haar carrière als presentatrice van het belspel Toeters en Bellen op het toenmalige VT4. Daarna vervolgde ze haar carrière bij Belgacom TV, waar ze de eerste digitale omroepster was. Ze presenteerde er het programma Zoom, waar ze ook producer van was. Nadien ging ze naar TrendTV (het huidige productiehuis van Weekendje weg met 5TV), waar ze het internettelevisiekanaal oprichtte in samenwerking met El Horia. 
Sinds 2011 is ze presentatrice bij Kanaal Z waar ze 2 programma's presenteert: Z-ondernemen en Immo op Z
Ze is model en actrice (in Ek lief jou een Zuid-Afrikaanse film). Ze had ook kleinere rollen in Auwch_ en De Dag.
Ilse De Vis, die vroeger als Ilse Baeten door het leven ging, heeft ook als model in Playboy gestaan. 